# Glock 36
 (avril 2020).
Si vous disposez d'ouvrages ou d'articles de référence ou si vous connaissez des sites web de qualité traitant du thème abordé ici, merci de compléter l'article en donnant les références utiles à sa vérifiabilité et en les liant à la section « Notes et références ».
Le Glock 36 (ou G36) est un modèle de pistolet semi-automatique produit depuis 1999 par Glock GmbH. Il dispose d'un chargeur de 6 coups et est chambré en .45 ACP. C'est un modèle "subcompact", de gabarit légèrement supérieur à celui du Glock 26

## Le Glock 36 à l'écran
Moins courant que le Glock 26 dans la culture populaire, le Glock G36 arme portant John Connor dans Terminator 3 : Le Soulèvement des machines et les policières Kathia et Isabelle Vasseur (interprétées par Aissa Maiga et Zabou Breitman) dans Les Insoumis.
Enfin, il est présent dans le jeu vidéo Yakuza.